# Archanara resoluta
Archanara resoluta är en fjärilsart som beskrevs av George Francis Hampson 1910. Archanara resoluta ingår i släktet Archanara och familjen nattflyn. Inga underarter finns listade i Catalogue of Life.